# Arlos
Arlos est une commune française située dans le sud-ouest du département de la Haute-Garonne en région Occitanie. Sur le plan historique et culturel, la commune fait partie du pays de Comminges, correspondant à l’ancien comté de Comminges, circonscription de la province de Gascogne située sur les départements actuels du Gers, de la Haute-Garonne, des Hautes-Pyrénées et de l'Ariège.
Exposée à un climat de montagne, elle est drainée par la Garonne, le ruisseau de Palarquère et par divers autres petits cours d'eau. La commune possède un patrimoine naturel remarquable : deux sites Natura 2000 (la « haute vallée de la Garonne » et « Garonne, Ariège, Hers, Salat, Pique et Neste »), un espace protégé (« la Garonne, l'Ariège, l'Hers Vif et le Salat ») et quatre zones naturelles d'intérêt écologique, faunistique et floristique.
Arlos est une commune rurale qui compte 104 habitants en 2022, après avoir connu un pic de population de 407 habitants en 1846. Ses habitants sont appelés les Arlosiens ou  Arlosiennes.

## Géographie

### Localisation
La commune d'Arlos se trouve dans le département de la Haute-Garonne, en région Occitanie et est frontalière avec l'Espagne (Catalogne).
Arlos est une commune des Pyrénées située dans le Comminges, en pays de Rivière-Verdun, sur la rive gauche de la Garonne, à 32 km au sud de Saint-Gaudens.
Sur le plan historique et culturel, Arlos fait partie du pays de Comminges, correspondant à l’ancien comté de Comminges, circonscription de la province de Gascogne située sur les départements actuels du Gers, de la Haute-Garonne, des Hautes-Pyrénées et de l'Ariège.
Elle se situe à 99 km à vol d'oiseau de Toulouse, préfecture du département, à 24 km de Saint-Gaudens, sous-préfecture, et à 14 km de Bagnères-de-Luchon, bureau centralisateur du canton de Bagnères-de-Luchon dont dépend la commune depuis 2015 pour les élections départementales.
La commune fait en outre partie du bassin de vie de Bagnères-de-Luchon.
Les communes les plus proches sont : 
Argut-Dessous (1,2 km), Saint-Béat-Lez (2,7 km), Boutx (3,1 km), Fos (3,3 km), Eup (4,1 km), Marignac (4,5 km), Bezins-Garraux (4,6 km).
Arlos est limitrophe avec l'Espagne au sud de la commune espagnole de Bausen et de six autres communes françaises, dont Lez au nord par un quadripoint,.

### Géologie et relief
La superficie de la commune est de 941 hectares ; son altitude varie de 509  à   2 165 mètres.
La limite sud du territoire communal représente la frontière franco-espagnole, sur environ deux kilomètres, du pic de la Hage (2 165 m) à l'ouest, jusqu'au pic de Sacaube (1 770 m) à l'est.

### Hydrographie

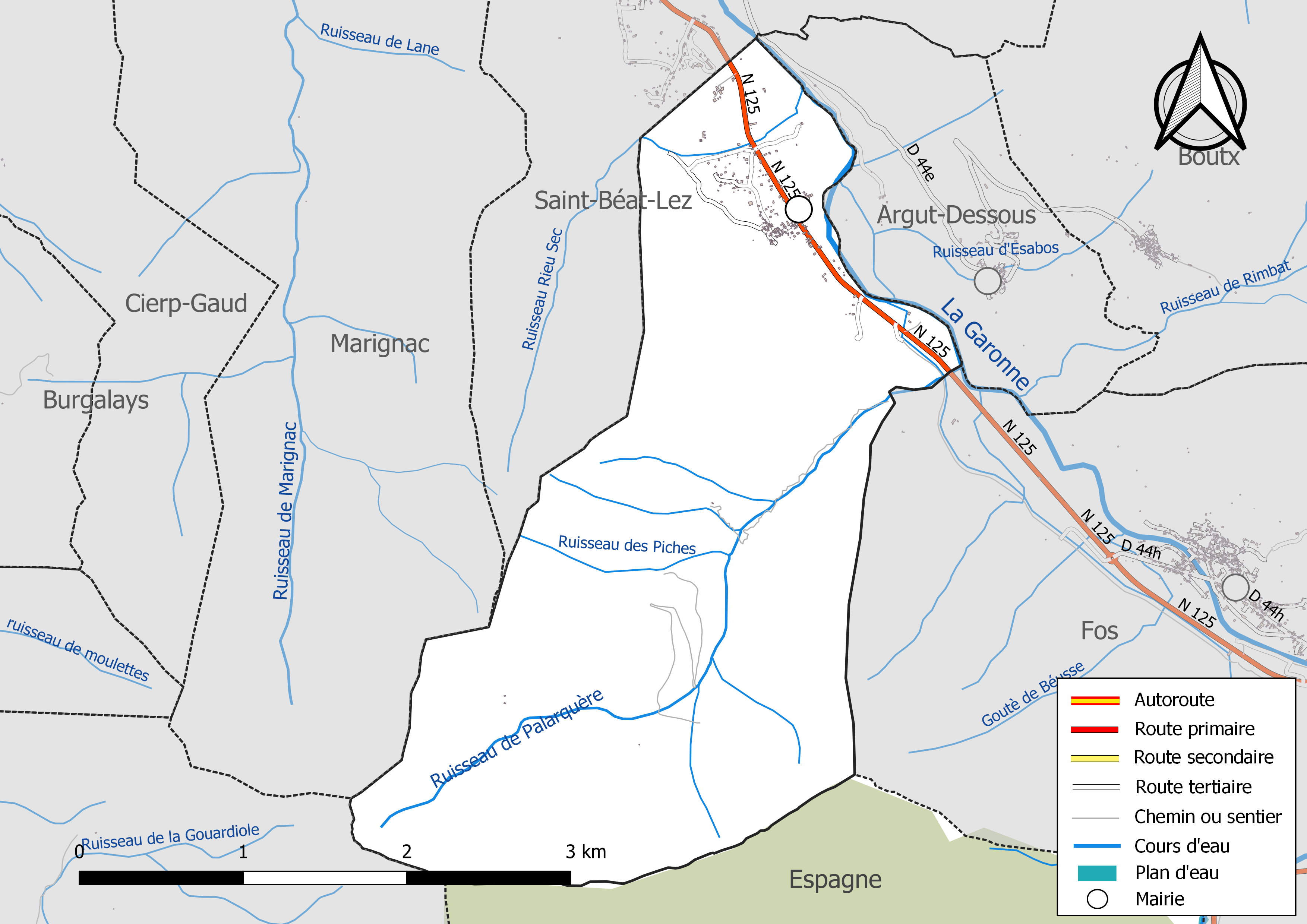
Réseaux hydrographique et routier d'Arlos.

La commune est dans le Bassin de la Garonne, au sein du bassin hydrographique Adour-Garonne. Elle est drainée par la Garonne, le ruisseau de Palarquère, un bras de la Garonne, le ruisseau des Piches, le ruisseau Rieu Sec et par divers petits cours d'eau, constituant un réseau hydrographique de 13 km de longueur totale,.
La Garonne est un fleuve principalement français prenant sa source en Espagne et qui coule sur 529 km avant de se jeter dans l’océan Atlantique.

### Climat
Pour des articles plus généraux, voir Climat de l'Occitanie et Climat de la Haute-Garonne.
En 2010, le climat de la commune est de type climat des marges montargnardes, selon une étude s'appuyant sur une série de données couvrant la période 1971-2000. En 2020, Météo-France publie une typologie des climats de la France métropolitaine dans laquelle la commune est exposée à un climat de montagne ou de marges de montagne et est dans la région climatique Pyrénées centrales, caractérisée par une pluviométrie annuelle de 1 000 à 1 200 mm.
Pour la période 1971-2000, la température annuelle moyenne est de 11 °C, avec une amplitude thermique annuelle de 14,6 °C. Le cumul annuel moyen de précipitations est de 1 147 mm, avec 9,4 jours de précipitations en janvier et 7,6 jours en juillet. Pour la période 1991-2020, la température moyenne annuelle observée sur la station météorologique la plus proche, située sur la commune de Bagnères-de-Luchon à 14 km à vol d'oiseau, est de 11,5 °C et le cumul annuel moyen de précipitations est de 940,5 mm,. Pour l'avenir, les paramètres climatiques de la commune estimés pour 2050 selon différents scénarios d'émission de gaz à effet de serre sont consultables sur un site dédié publié par Météo-France en novembre 2022.

### Milieux naturels et biodiversité

#### Espaces protégés
La protection réglementaire est le mode d’intervention le plus fort pour préserver des espaces naturels remarquables et leur biodiversité associée,.
Un  espace protégé est présent sur la commune : 
« la Garonne, l'Ariège, l'Hers Vif et le Salat », objet d'un arrêté de protection de biotope, d'une superficie de 1 658,7 ha.

#### Réseau Natura 2000

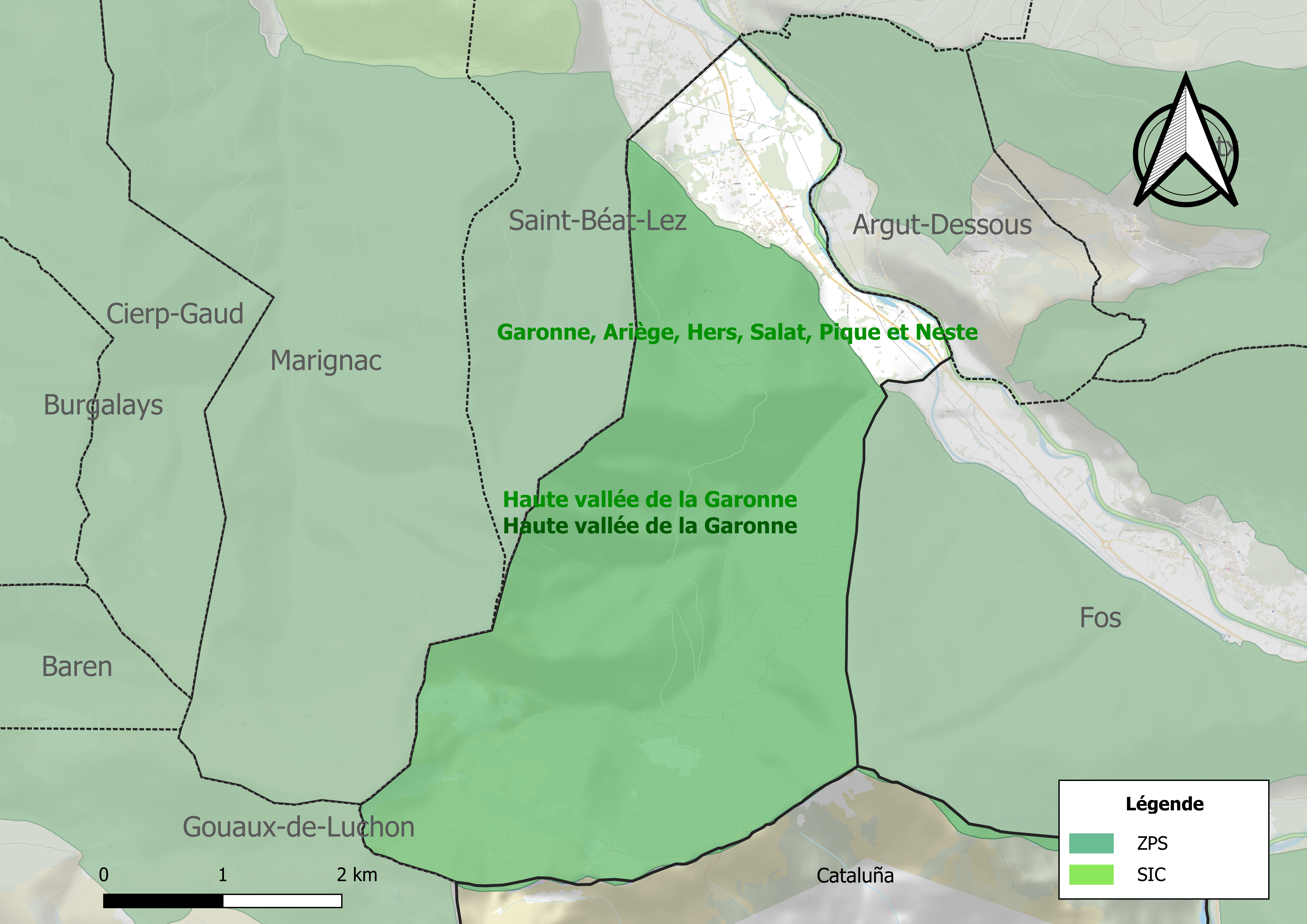
Site Natura 2000 sur le territoire communal.

Le réseau Natura 2000 est un réseau écologique européen de sites naturels d'intérêt écologique élaboré à partir des directives habitats et oiseaux, constitué de zones spéciales de conservation (ZSC) et de zones de protection spéciale (ZPS).
Un site Natura 2000 est défini sur la commune tant au titre de la directive oiseaux, que de la directive habitats, la « haute vallée de la Garonne ». Occupant une superficie de 11 134 ha, il s'agit d'une vallée profonde, marquée par l'érosion glaciaire, avec une végétation essentiellement acidiphile caractérisée par des landes à Callune, une forte étendue du manteau boisé, une présence ponctuelle de formations alpines et la présence d'Ours liée à une réintroduction expérimentale. Ce site héberge une avifaune de montagne bien représentée avec bon nombre d'espèces de l'annexe I qui s'y reproduisent, parmi lesquelles sept espèces inféodées aux milieux forestiers.
Un autre site relève de la directive habitats : « Garonne, Ariège, Hers, Salat, Pique et Neste ». D'une superficie de 9 581 ha, ce réseau hydrographique pour les poissons migrateurs (zones de frayères actives et potentielles importantes pour le Saumon en particulier qui fait l'objet d'alevinages réguliers et dont des adultes atteignent déjà Foix sur l'Ariège.

#### Zones naturelles d'intérêt écologique, faunistique et floristique

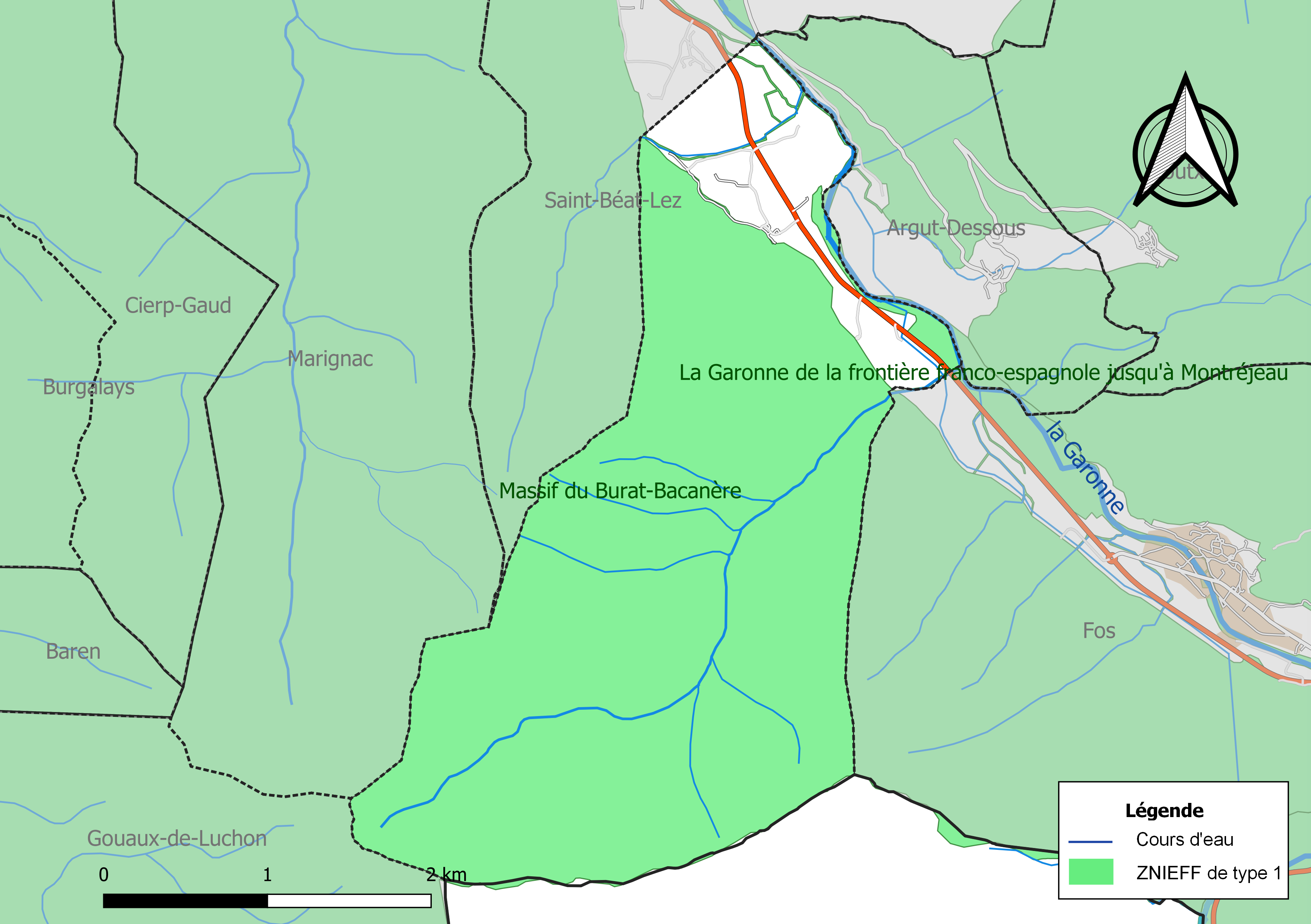
Carte des ZNIEFF de type 1 localisées sur la commune.

L’inventaire des zones naturelles d'intérêt écologique, faunistique et floristique (ZNIEFF) a pour objectif de réaliser une couverture des zones les plus intéressantes sur le plan écologique, essentiellement dans la perspective d’améliorer la connaissance du patrimoine naturel national et de fournir aux différents décideurs un outil d’aide à la prise en compte de l’environnement dans l’aménagement du territoire.
Deux ZNIEFF de type 1 sont recensées sur la commune :
« la Garonne de la frontière franco-espagnole jusqu'à Montréjeau » (469 ha), couvrant 38 communes dont 28 dans la Haute-Garonne et dix dans les Hautes-Pyrénées et 
le « massif du Burat-Bacanère » (8 318 ha), couvrant 15 communes du département
et deux ZNIEFF de type 2, : 
- les « Garonne amont, Pique et Neste » (1 788 ha), couvrant 112 communes dont 42 dans la Haute-Garonne et 70 dans les Hautes-Pyrénées[29] ;
- la « Haute montagne en Haute-Garonne » (33 294 ha), couvrant 49 communes dont 41 dans la Haute-Garonne et huit dans les Hautes-Pyrénées[30].

#### Protection environnementale
La zone Natura 2000 de la Haute vallée de la Garonne d'une superficie de 11 134 hectares est classée, :
- en zone spéciale de conservation (en référence à la Directive Habitats) depuis 2008 ;
- en zone de protection spéciale (en référence à la Directive Oiseaux) depuis 2006.

Elle s'étend sur une partie de la commune d'Arlos.

## Urbanisme

### Typologie
Au 1er janvier 2024, Arlos est catégorisée commune rurale à habitat dispersé, selon la nouvelle grille communale de densité à sept niveaux définie par l'Insee en 2022.
Elle est située hors unité urbaine et hors attraction des villes,.

### Occupation des sols

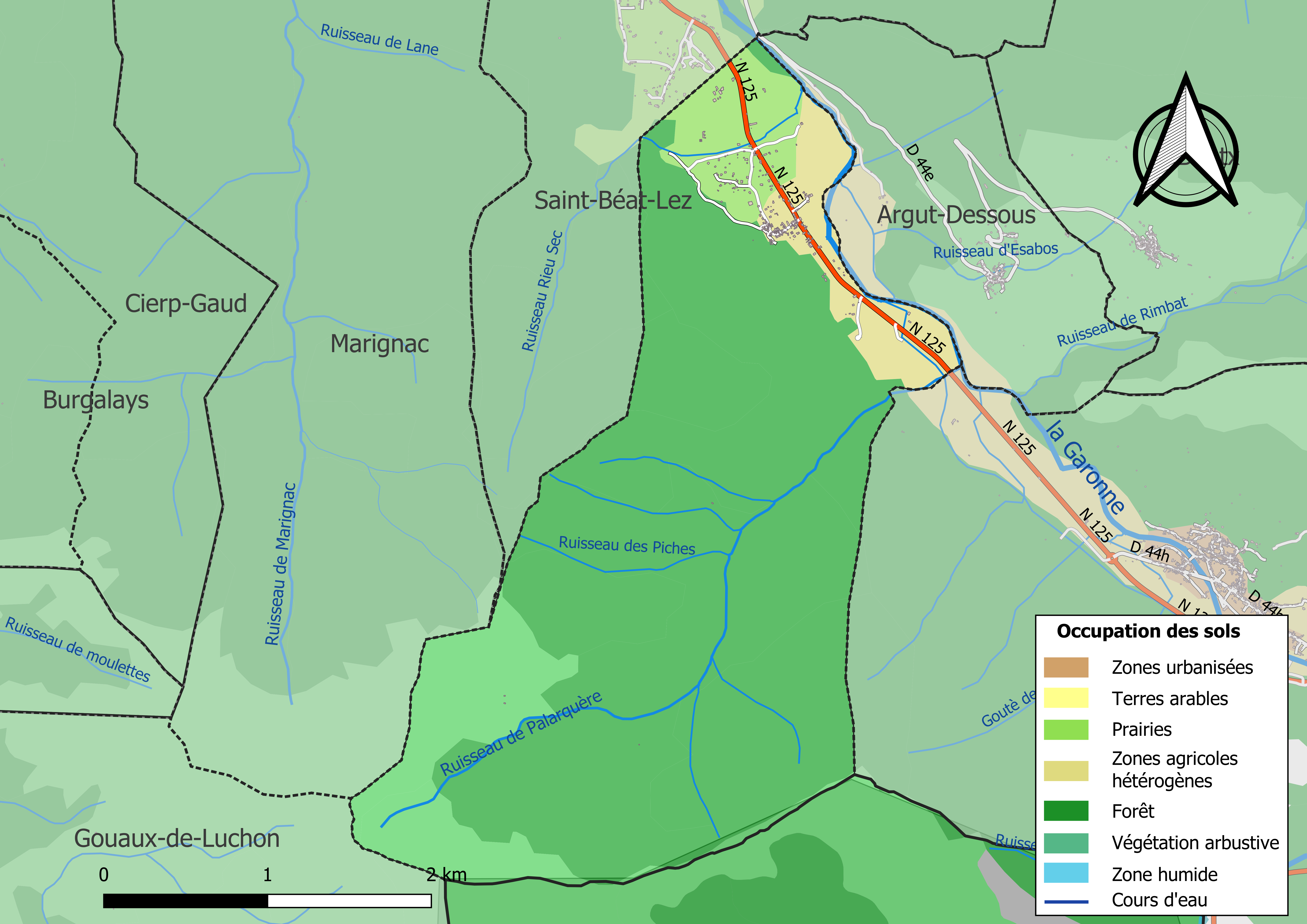
Carte des infrastructures et de l'occupation des sols de la commune en 2018 (CLC).

L'occupation des sols de la commune, telle qu'elle ressort de la base de données européenne d’occupation biophysique des sols Corine Land Cover (CLC), est marquée par l'importance des forêts et milieux semi-naturels (87,4 % en 2018), une proportion identique à celle de 1990 (87,4 %). La répartition détaillée en 2018 est la suivante : 
forêts (74,5 %), milieux à végétation arbustive et/ou herbacée (12,9 %), zones agricoles hétérogènes (6,7 %), prairies (6 %). L'évolution de l’occupation des sols de la commune et de ses infrastructures peut être observée sur les différentes représentations cartographiques du territoire : la carte de Cassini (XVIIIe siècle), la carte d'état-major (1820-1866) et les cartes ou photos aériennes de l'IGN pour la période actuelle (1950 à aujourd'hui).

### Voies de communication et transports
Accès par l'autoroute A64 sortie no 17 puis la route nationale 125 et avec les lignes 93 et 95 du réseau Arc-en-ciel ainsi qu'en gare de Gourdan-Polignan sur la ligne Toulouse - Bayonne.

### Risques majeurs
Le territoire de la commune d'Arlos est vulnérable à différents aléas naturels : météorologiques (tempête, orage, neige, grand froid, canicule ou sécheresse), inondations, feux de forêts, mouvements de terrains et séisme (sismicité moyenne). Il est également exposé à un risque particulier : le risque de radon. Un site publié par le BRGM permet d'évaluer simplement et rapidement les risques d'un bien localisé soit par son adresse soit par le numéro de sa parcelle.

#### Risques naturels
Certaines parties du territoire communal sont susceptibles d’être affectées par le risque d’inondation par débordement de cours d'eau, notamment la Garonne. La commune a été reconnue en état de catastrophe naturelle au titre des dommages causés par les inondations et coulées de boue survenues en 1982, 1999, 2009 et 2013,.
Un plan départemental de protection des forêts contre les incendies a été approuvé par arrêté préfectoral du 25 septembre 2006. Arlos est exposée au risque de feu de forêt du fait de la présence sur son territoire du massif des Pyrénées. Il est ainsi défendu aux propriétaires de la commune et à leurs ayants droit de porter ou d’allumer du feu dans l'intérieur et à une distance de 200 mètres des bois, forêts, plantations, reboisements ainsi que des landes. L’écobuage est également interdit, ainsi que les feux de type méchouis et barbecues, à l’exception de ceux prévus dans des installations fixes (non situées sous couvert d'arbres) constituant une dépendance d'habitation,

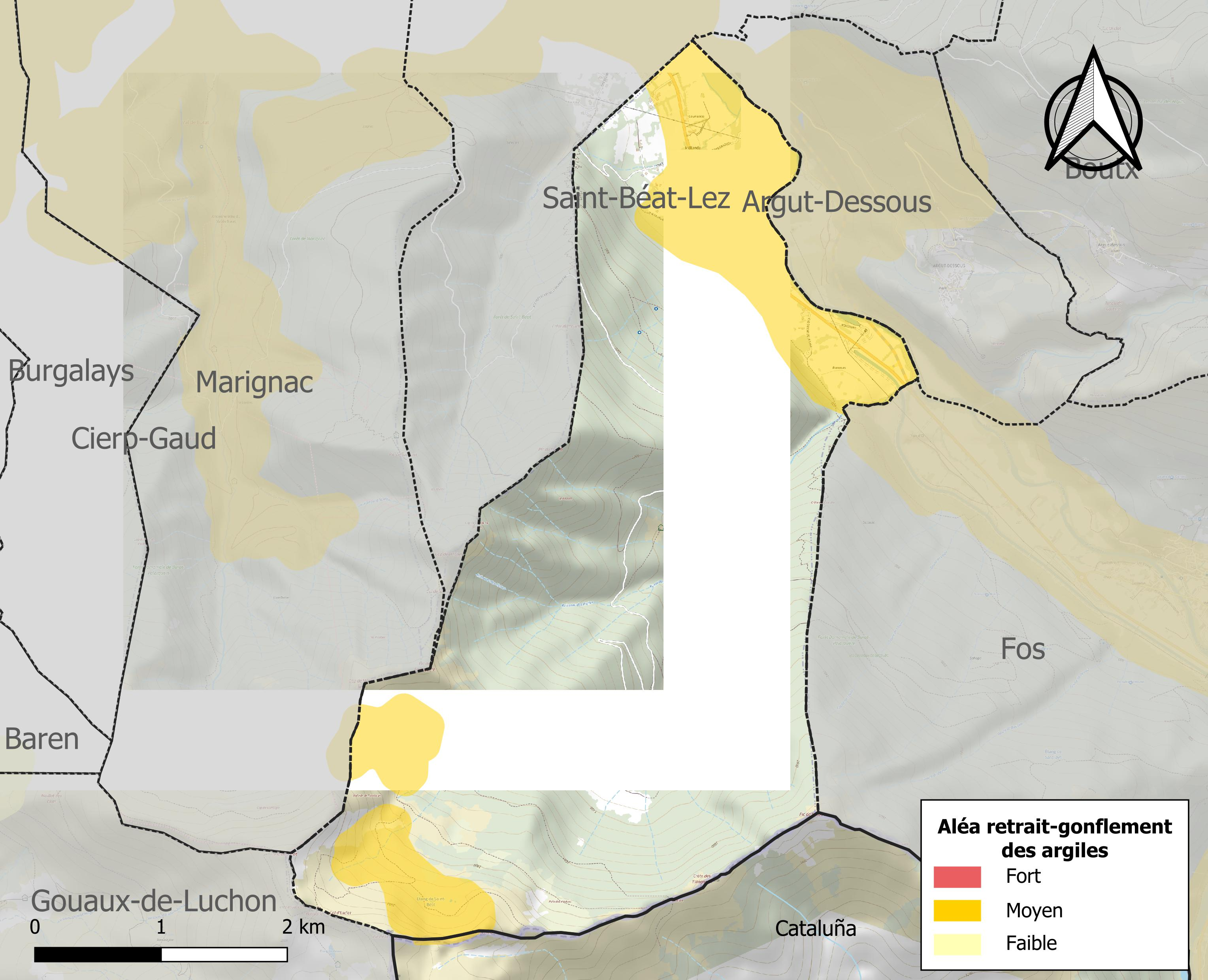
Carte des zones d'aléa retrait-gonflement des sols argileux d'Arlos.

La commune est vulnérable au risque de mouvements de terrains constitué principalement du retrait-gonflement des sols argileux. Cet aléa est susceptible d'engendrer des dommages importants aux bâtiments en cas d’alternance de périodes de sécheresse et de pluie. 20,4 % de la superficie communale est en aléa moyen ou fort (88,8 % au niveau départemental et 48,5 % au niveau national). Sur les 124 bâtiments dénombrés sur la commune en 2019, 119 sont en aléa moyen ou fort, soit 96 %, à comparer aux 98 % au niveau départemental et 54 % au niveau national. Une cartographie de l'exposition du territoire national au retrait gonflement des sols argileux est disponible sur le site du BRGM,.
Par ailleurs, afin de mieux appréhender le risque d’affaissement de terrain, l'inventaire national des cavités souterraines permet de localiser celles situées sur la commune.
Concernant les mouvements de terrains, la commune a été reconnue en état de catastrophe naturelle au titre des dommages causés par des mouvements de terrain en 1999.

#### Risque particulier
Dans plusieurs parties du territoire national, le radon, accumulé dans certains logements ou autres locaux, peut constituer une source significative d’exposition de la population aux rayonnements ionisants. Certaines communes du département sont concernées par le risque radon à un niveau plus ou moins élevé. Selon la classification de 2018, la commune d'Arlos est classée en zone 3, à savoir zone à potentiel radon significatif.

## Toponymie
En occitan, le nom de la commune s'écrit Arlòs.

## Politique et administration

### Administration municipale
Le nombre d'habitants au recensement de 2017 étant compris entre 100 et 499, le nombre de membres du conseil municipal pour l'élection de 2020 est de onze,.

### Rattachements administratifs et électoraux
Commune faisant partie de la huitième circonscription de la Haute-Garonne, de la communauté de communes Cagire-Garonne-Salat et du canton de Bagnères-de-Luchon (avant le redécoupage départemental de 2014, Arlos faisait partie de l'ex-canton de Saint-Béat et avant le 1er janvier 2017, de la communauté de communes du canton de Saint-Béat).

### Liste des maires
| Période                                  | Période   | Identité            | Étiquette | Qualité         |
| ---------------------------------------- | --------- | ------------------- | --------- | --------------- |
| Les données manquantes sont à compléter. |           |                     |           |                 |
| mars 1977                                | juin 1995 | Maurice Cortijos    | PCF       |                 |
| juin 1995                                | mars 2001 | Raymond Duboe       |           |                 |
| mars 2001                                | mars 2014 | Catherine Ribis     |           |                 |
| mars 2014                                | 2020      | Jean-Pierre Rebuffo | SE        | Cadre supérieur |
| 2020                                     | En cours  | Jean-Marc Ribis     |           |                 |

## Population et société

### Démographie
| 1793 | 1800 | 1806 | 1821 | 1831 | 1836 | 1841 | 1846 | 1851 |
| ---- | ---- | ---- | ---- | ---- | ---- | ---- | ---- | ---- |
| 254  | 120  | 264  | 314  | 381  | 357  | 374  | 407  | 372  |

| 1856 | 1861 | 1866 | 1872 | 1876 | 1881 | 1886 | 1891 | 1896 |
| ---- | ---- | ---- | ---- | ---- | ---- | ---- | ---- | ---- |
| 378  | 358  | 365  | 284  | 267  | 227  | 216  | 194  | 189  |

| 1901 | 1906 | 1911 | 1921 | 1926 | 1931 | 1936 | 1946 | 1954 |
| ---- | ---- | ---- | ---- | ---- | ---- | ---- | ---- | ---- |
| 193  | 210  | 188  | 180  | 166  | 163  | 150  | 164  | 153  |

| 1962 | 1968 | 1975 | 1982 | 1990 | 1999 | 2005 | 2006 | 2010 |
| ---- | ---- | ---- | ---- | ---- | ---- | ---- | ---- | ---- |
| 147  | 172  | 145  | 140  | 104  | 88   | 91   | 90   | 95   |

| 2015 | 2020 | 2022 | - | - | - | - | - | - |
| ---- | ---- | ---- | - | - | - | - | - | - |
| 99   | 102  | 104  | - | - | - | - | - | - |

| selon la population municipale des années : | 1968 | 1975 | 1982 | 1990 | 1999 | 2006 | 2009 | 2013 |
| Rang de la commune dans le département      | 293  | 481  | 371  | 466  | 474  | 485  | 484  | 488  |
| Nombre de communes du département           | 592  | 582  | 586  | 588  | 588  | 588  | 589  | 589  |

### Enseignement
Arlos fait partie de l'académie de Toulouse.

### Activités sportives
Chasse, randonnée pédestre,

## Économie

### Emploi
|                | 2008   | 2013  | 2018  |
| -------------- | ------ | ----- | ----- |
| Commune        | 12,3 % | 6,1 % | 5,2 % |
| Département    | 7,7 %  | 9,6 % | 9,3 % |
| France entière | 8,3 %  | 10 %  | 10 %  |

En 2018, la population âgée de 15 à 64 ans s'élève à 57 personnes, parmi lesquelles on compte 77,6 % d'actifs (72,4 % ayant un emploi et 5,2 % de chômeurs) et 22,4 % d'inactifs,. En  2018, le taux de chômage communal (au sens du recensement) des 15-64 ans est inférieur à celui de la France et du département, alors qu'en 2008 la situation était inverse.
La commune est hors attraction des villes,. Elle compte 14 emplois en 2018, contre 9 en 2013 et 8 en 2008. Le nombre d'actifs ayant un emploi résidant dans la commune est de 42, soit un indicateur de concentration d'emploi de 33,2 % et un taux d'activité parmi les 15 ans ou plus de 53,5 %.
Sur ces 42 actifs de 15 ans ou plus ayant un emploi, 7 travaillent dans la commune, soit 16 % des habitants. Pour se rendre au travail, 95,3 % des habitants utilisent un véhicule personnel ou de fonction à quatre roues, 2,3 % s'y rendent en deux-roues, à vélo ou à pied et 2,3 % n'ont pas besoin de transport (travail au domicile).

### Activités hors agriculture
10 établissements sont implantés  à Arlos au 31 décembre 2019.
Le secteur des autres activités de services est prépondérant sur la commune puisqu'il représente 20 % du nombre total d'établissements de la commune (2 sur les 10 entreprises implantées  à Arlos), contre 7,9 % au niveau départemental.

### Agriculture
|               | 1988 | 2000 | 2010 | 2020 |
| ------------- | ---- | ---- | ---- | ---- |
| Exploitations | 6    | 3    | 1    | 2    |
| SAU (ha)      | 73   | 116  | 69   | 122  |

La commune est dans les « Pyrénées centrales », une petite région agricole occupant le sud du département de la Haute-Garonne, massif montagneux où s’étagent les vallées profondes, la forêt et les zones intermédiaires, les estives. En 2020, l'orientation technico-économique de l'agriculture  sur la commune est l'élevage de bovins, pour la viande. Deux exploitations agricoles ayant leur siège dans la commune sont dénombrées lors du recensement agricole de 2020 (six en 1988). La superficie agricole utilisée est de 122 ha,,.

## Culture locale et patrimoine

### Lieux et monuments
- L'église Saint-Martin.

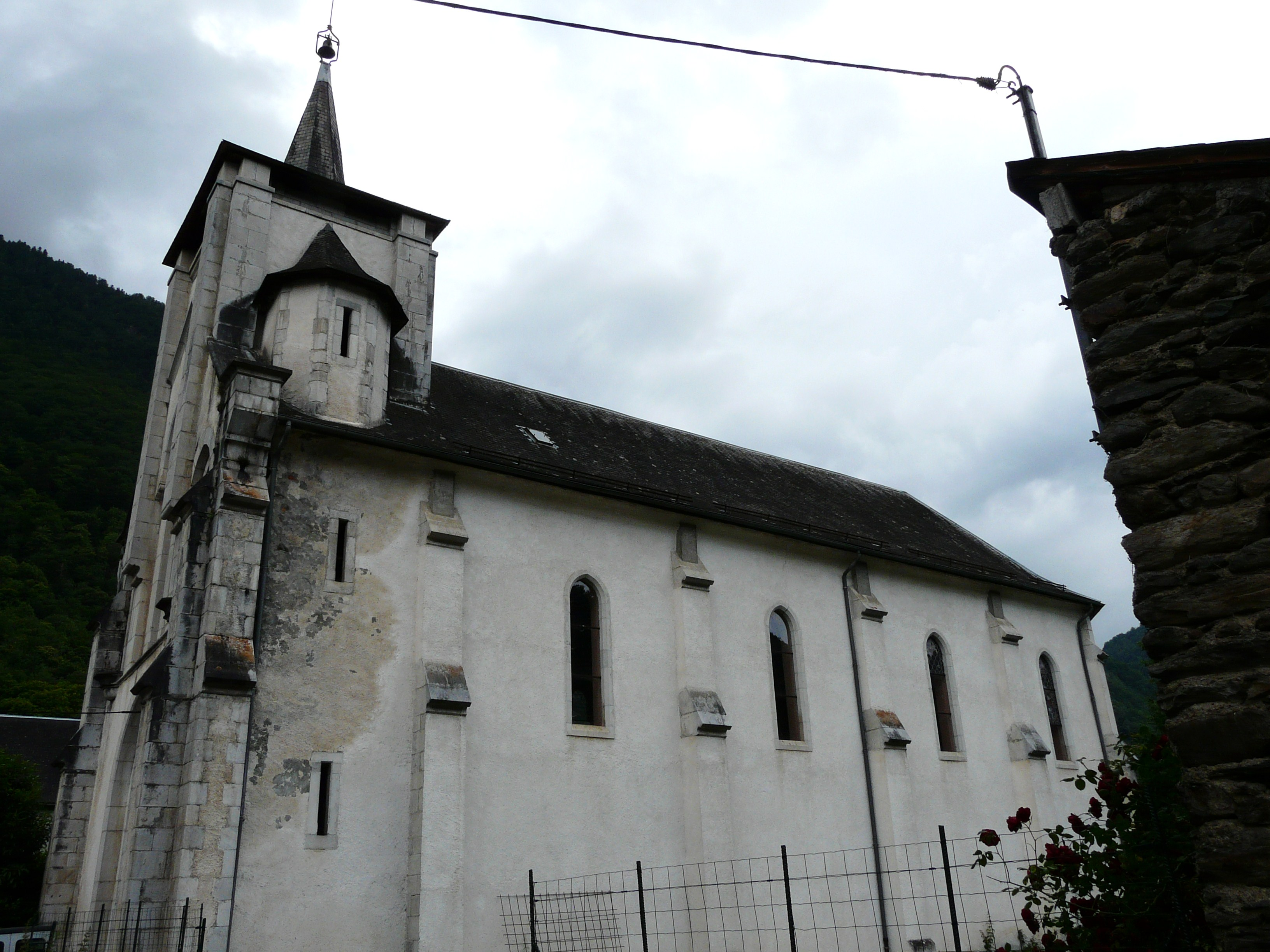
L'église.

- Sentier de grande randonnée : GR 10.

### Personnalités liées à la commune
- Jean-Marie Saint-Martin (1871-1928), homme politique français y est mort.